# Rio Porongaba
O rio Porongaba é um curso de água que banha o estado de Alagoas, Brasil.